# Cebrennus rechenbergi
Cebrennus rechenbergi es una especie de araña de la familia Sparassidae nativa de Erg Chebbi en Marruecos. Si es provocada o amenazada puede huir duplicando su velocidad normal al caminar con volteretas hacia adelante o hacia atrás similares a los movimientos acrobáticos de flic-flac que usan las gimnastas. El descubrimiento de esta araña ha influido en la investigación de robots biomiméticos, lo que ha dado como resultado el desarrollo de un robot experimental basado en el movimiento de la araña.

## Etimología
La araña lleva el nombre de su descubridor, Ingo Rechenberg, profesor de biónica en la Universidad Técnica de Berlín. Rechenberg pudo haber encontrado por primera vez a la araña en un viaje a Marruecos ya en 2006, pero no fue hasta 2008 que recogió el primer espécimen. Inicialmente se confundió con la araña tunecina Cebrennus villosus, pero luego fue identificada como una especie separada por Peter Jäger del Senckenbergische Naturforschende Gesellschaft. Después de observar pequeñas variaciones en los genitales de las dos especies y notar el distintivo movimiento de la araña, Jäger confirmó su estatus como una nueva especie. El holotipo está fechado el 15 de julio de 2009.

## Descripción
Jäger describe a C. rechenbergi como una araña esparácida de tamaño medio. La medida del cuerpo del macho es de 13.8 a 19.0 mm de largo; la medida del cuerpo de la hembra 19 a 19.5 mm de largo. Los machos y las hembras tienen un color similar de blanco con escápulas negras en sus patas ventrales y de color amarillo en sus opistosomas dorsales y fémures.

## Comportamiento
Es nocturna y se sabe que se alimentan de polillas antes del amanecer. Pasa los calurosos días del desierto en su fresca madriguera en la arena protegida del sol y los depredadores. La araña crea su morada con sus pedipalpos y cerdas, formando largos tubos verticales de arena y seda. Utilizando una serie de movimientos rápidos y acrobáticos de sus patas, similares a los que usan las gimnastas, la araña puede impulsarse activamente del suelo, lo que le permite moverse hacia abajo y hacia arriba, incluso con una inclinación del 40%. Este comportamiento es diferente al de otras arañas esparásidas, como Carparachne aureoflava del desierto del Namib, que utiliza volteretas de más pasivas como forma de locomoción. La araña puede alcanzar velocidades de hasta 2 m/s utilizando volteretas hacia adelante o hacia atrás para eludir amenazas.

## Distribución
C. rechenbergi habita en las dunas de arena del Erg Chebbi, localizado en la Provincia de Errachidia en el sudeste de Marruecos, cerca de la frontera con Argelia. Es una de las 17 especies en el género Cebrennus, típicamente encontrados en el norte de África y la Península Árabe.

## Araña robocot
El descubrimiento de Rechenberg inspiró el desarrollo de un robot biomimético basado en la locomoción de la araña. El proceso de diseño involucró inicialmente al menos cuatro generaciones, y la cuarta utilizó seis patas en tres pares. Rechenberg nombró al modelo de máquina de trabajo Tabbot, basado en la palabra bereber "tabacha", que significa araña. El modelo, de aproximadamente 25 cm de largo, puede caminar en la arena y dar volteretas para moverse. Rechenberg prevé posibles usos del robot "en la agricultura, en el fondo del océano o incluso en Marte".